# Tzatziki
Tzatziki (græsk: τζατζίκι, tyrkisk: cacık) er en spise, som i Danmark mest er kendt under sit græske navn. Navnet går igen i tyrkisk i en anden stavemåde. Hverken rettens eller navnets oprindelse kan bestemmes med sikkerhed. Retten er vidt udbredt på Balkan, i Lilleasien og i Mellemøsten omkring den østlige del af Middelhavet.
Tzatziki består af reven eller fintskåren agurk, drænet ("græsk") yoghurt, knust eller finthakket hvidløg samt olivenolie og salt.  Der tilsættes undertiden dild eller mynte. I det græske køkken anvendes retten altid som et tilbehør til kød. I Nordeuropa bruges tzatziki bredere. 
Ordet tzatziki er brugt på dansk siden 1989  og kaldes på dansk også græsk agurkesalat.

## Citerede værker
- Fakstorp, Jørgen; Boyhus, Else-Marie, red. (1998), Gastronomisk Leksikon, Nordisk Forlag, ISBN 87-00-20284-3

| Mad og drikke | Spire Denne artikel om mad og drikke er en spire som bør udbygges. Du er velkommen til at hjælpe Wikipedia ved at udvide den. |